# Marquesado de Alonso Pesquera
El marquesado de Alonso Pesquera es un título nobiliario español 
creado por la reina regente María Cristina de Habsburgo Lorena y concedido, en nombre de Alfonso XIII, a favor de Teodosio Alonso y Pesquera del Barrio, diputado a Cortes, mediante real decreto del 20 de enero de 1896 y despacho expedido el 22 de junio del mismo año.

## Marqueses de Alonso Pesquera
|                           | Titular                                 | Periodo                   |
| Creación por Alfonso XIII | Creación por Alfonso XIII               | Creación por Alfonso XIII |
| ------------------------- | --------------------------------------- | ------------------------- |
| I                         | Teodosio Alonso y Pesquera del Barrio   | 1896-1899                 |
| II                        | Millán Alonso-Pesquera y Pombo          | 1900-1970                 |
| III                       | Jsé Alonso-Pesquera y Cendra            | 1970-1991                 |
| IV                        | María Cristina Alonso-Pesquera y Ontana | 1994-2015                 |
| V                         | Teodosio Alonso-Pesquera y Álvarez      | 2015-hoy                  |

## Historia de los marqueses de Alonso Pesquera
- Teodosio Alonso y Pesquera del Barrio (Valladolid, 11 de enero de 1846-Madrid, 16 de diciembre de 1899), I marqués de Alonso-Pesquera, diputado a Cortes por Valladolid en 1891, 1896 y 1899, académico de Bellas Artes de la Purísima Concepción de Valladolid, presidente de la Sociedad Industrial Castellana, Gran Cruz de Isabel la Católica.[2][1]

Casó el 29 de noviembre de 1873, en Santander, con Everilda Pombo y Villameriel, hija de Juan Pombo Conejo, marqués de Casa Pombo, y su esposa Florentina Villameriel Blanco. El 5 de mayo de 1903 le sucedió su hijo:
- Millán Alonso y Pombo (Valladolid, 1 de diciembre de 1874-Valladolid, 22 de octubre de 1970), II marqués de Alonso-Pesquera, fundador del Banco Castellano (1900), jefe del Partido Conservador, diputado provincial por Valladolid (1901-1905), ganadero de reses bravas, abogado y doctor en Derecho.[4][1]

Casó en 1903 con Isabel Cendra y García. El 2 de junio de 1971, previa orden del 29 de abril del mismo año para que se expida la correspondiente carta de sucesión (BOE del 17 de mayo), le sucedió su hijo:
- José María Alonso-Pesquera y Cendra (Quintanilla de Onésimo, Valladolid, 27 de julio de 1905-Madrid, 18 de agosto de 1991), III marqués de Alonso-Pesquera, guionista, productor, actor y director de cine, encomienda de la Orden de Alfonso X el Sabio, Medalla de África, Medalla de 1.ª clase al Mérito Sindical.[6][4]

Casó con Alicia Ontana Domínguez (1912-1991). El 22 de junio de 1994, previa orden del 5 de mayo del mismo año para que se expida la correspondiente carta de sucesión (BOE del 28 de mayo), le sucedió su hija:
- María Cristina Alonso-Pesquera y Ontana (n. Madrid, 11 de febrero de 1951), IV marquesa de Alonso-Pesquera, diplomada en Genealogía, Heráldica y Nobiliaria, dama del Real Cuerpo de la Nobleza Valenciana y de la Real Asociación de Hidalgos.[4]

Casó el 19 de abril de 1974, en Madrid, con Emilio Álvarez Cuesta, doctor cum laude en Medicina y Cirugía por la Universidad de Madrid etc. El 16 de noviembre de 2015, previa orden del 28 de septiembre del mismo año para que se expida la correspondiente carta de sucesión (BOE del 9 de octubre), le sucedió, por cesión, su hijo:
- Teodosio Emilio Alonso-Pesquera y Álvarez (n. Madrid, 9 de enero de 1979), V marqués de Alonso-Pesquera.[4]